# Битка за Ровно
Битката за Ровно (или Битка при/край Ровно) се води от 2 до 5 февруари 1944 година.
Тя е част от съветската Корсун-Шевченковска операция (още наричана Корсунски/Черкаски котел) от 24 януари до 17 февруари същата година на 1-ви и 2-ри украински фронт.
От страна на Германия участват остатъци от 13-и армейски корпус, който по заповед от командването на Група армии „Юг“ трябва да изгради нови отбранителни позиции, за да прикрие открития ляв фланг на ГрА „Юг“ и да задържи настъпващите войски на Червената армия.
Съветските 13-а и 60-а армии от 1-ви украински фронт преминават през пробив в отбранителната линия, обкръжавайки малкото останали германски войски в града С тяхната капитулация битката приключва.